# 梁思問
梁思問（?—?），后改名梁僧宝，字伯乞，廣東順德府杏坛镇麦村人，清朝政治人物，進士出身。
咸豐九年（1859年）己未科進士，授禮部主事，后升任禮部員外郎、郎中，兼軍機處行走，后升任監察御史、鴻臚寺少卿。